# フランク・ヴォルムート
フランク・ヴォルムート（Frank Wormuth、1960年9月13日 - ）は、ドイツ出身の元サッカー選手、サッカー指導者。ポジションはDF。2022年よりエールディヴィジに在籍するFCフローニンゲンの監督を務める。